# Campions de dobles masculins del Torneig de Roland Garros
La competició de dobles masculins se celebra des de l'any 1925, ja directament oberta a tennistes internacionals. Els vencedors reben una rèplica en miniatura del trofeu Coupe Jacques Brugnon en honor del tennista Jacques Brugnon, que formava part dels The Four Musketeers.

## Palmarès

### Internationaux de France de tennis amateurs
| Any  | Vencedors                                     | Finalistes                                    | Resultat                                      |
| ---- | --------------------------------------------- | --------------------------------------------- | --------------------------------------------- |
| 1925 | Jean Borotra René Lacoste                     | Henri Cochet Jacques Brugnon                  | 7−5, 4−6, 6−3, 2−6, 6−3                       |
| 1926 | Vincent Richards Howard Kinsey                | Henri Cochet Jacques Brugnon                  | 6−4, 6−1, 4−6, 6−4                            |
| 1927 | Henri Cochet Jacques Brugnon                  | Jean Borotra René Lacoste                     | 2−6, 6−2, 6−0, 1−6, 6−4                       |
| 1928 | Jean Borotra Jacques Brugnon                  | Henri Cochet René de Buzelet                  | 6−4, 3−6, 6−2, 3−6, 6−4                       |
| 1929 | Jean Borotra René Lacoste (2)                 | Henri Cochet Jacques Brugnon                  | 6−3, 3−6, 6−3, 3−6, 8−6                       |
| 1930 | Henri Cochet Jacques Brugnon                  | Harry Hopman Jim Willard                      | 6−3, 9−7, 6−3                                 |
| 1931 | George Lott John Van Ryn                      | Vernon Kirby Norman Farquharson               | 6−4, 6−3, 6−4                                 |
| 1932 | Henri Cochet Jacques Brugnon (3)              | Christian Boussus Marcel Bernard              | 6−4, 3−6, 7−5, 6−3                            |
| 1933 | Pat Hughes Fred Perry                         | Adrian Quist Vivian McGrath                   | 6−2, 6−4, 2−6, 7−5                            |
| 1934 | Jean Borotra Jacques Brugnon (2)              | Jack Crawford Vivian McGrath                  | 11−9, 6−3, 2−6, 4−6, 9−7                      |
| 1935 | Jack Crawford Adrian Quist                    | Vivian McGrath Don Turnbull                   | 6−1, 6−4, 6−2                                 |
| 1936 | Jean Borotra Marcel Bernard                   | Raymond Tuckey Pat Hughes                     | 6−2, 3−6, 9−7, 6−1                            |
| 1937 | Gottfried von Cramm Henner Henkel             | Norman Farquharson Vernon Kirby               | 6−4, 7−5, 3−6, 6−1                            |
| 1938 | Bernard Destremau Yvon Petra                  | Don Budge Gene Mako                           | 3−6, 6−3, 9−7, 6−1                            |
| 1939 | Don McNeil Charles Harris                     | Jean Borotra Jacques Brugnon                  | 4−6, 6−4, 6−0, 2−6, 10−8                      |
| 1940 | Sense competició per la Segona Guerra Mundial | Sense competició per la Segona Guerra Mundial | Sense competició per la Segona Guerra Mundial |
| 1941 | Sense competició per la Segona Guerra Mundial | Sense competició per la Segona Guerra Mundial | Sense competició per la Segona Guerra Mundial |
| 1942 | Sense competició per la Segona Guerra Mundial | Sense competició per la Segona Guerra Mundial | Sense competició per la Segona Guerra Mundial |
| 1943 | Sense competició per la Segona Guerra Mundial | Sense competició per la Segona Guerra Mundial | Sense competició per la Segona Guerra Mundial |
| 1944 | Sense competició per la Segona Guerra Mundial | Sense competició per la Segona Guerra Mundial | Sense competició per la Segona Guerra Mundial |
| 1945 | Sense competició per la Segona Guerra Mundial | Sense competició per la Segona Guerra Mundial | Sense competició per la Segona Guerra Mundial |
| 1946 | Marcel Bernard Yvon Petra                     | Enrique Morea Pancho Segura                   | 7−5, 6−3, 0−6, 1−6, 10−8                      |
| 1947 | Eustace Fannin Eric Sturgess                  | Tom Brown Billy Sidwell                       | 6−4, 4−6, 6−4, 6−3                            |
| 1948 | Lennart Bergelin Jaroslav Drobny              | Harry Hopman Frank Sedgman                    | 8−6, 6−1, 12−10                               |
| 1949 | Pancho Gonzalez Frank Parker                  | Eustace Fannin Eric Sturgess                  | 6−3, 8−6, 5−7, 6−3                            |
| 1950 | Bill Talbert Tony Trabert                     | Jaroslav Drobny Eric Sturgess                 | 6−2, 1−6, 10−8, 6−2                           |
| 1951 | Ken McGregor Frank Sedgman                    | Gardnar Mulloy Dick Savitt                    | 6−2, 2−6, 9−7, 7−5                            |
| 1952 | Ken McGregor Frank Sedgman (2)                | Gardnar Mulloy Dick Savitt                    | 6−3, 6−4, 6−4                                 |
| 1953 | Lew Hoad Ken Rosewall                         | Mervyn Rose Clive Wilderspin                  | 6−2, 6−1, 6−1                                 |
| 1954 | Vic Seixas Tony Trabert                       | Lew Hoad Ken Rosewall                         | 6−4, 6−2, 6−1                                 |
| 1955 | Vic Seixas Tony Trabert (2)                   | Nicola Pietrangeli Orlando Sirola             | 6−1, 4−6, 6−2, 6−4                            |
| 1956 | Don Candy Robert Perry                        | Ashley Cooper Lew Hoad                        | 7−5, 6−3, 6−3                                 |
| 1957 | Mal Anderson Ashley Cooper                    | Don Candy Mervyn Rose                         | 6−3, 6−0, 6−3                                 |
| 1958 | Ashley Cooper Neale Fraser                    | Bob Howe Abe Segal                            | 3−6, 8−6, 6−3, 7−5                            |
| 1959 | Orlando Sirola Nicola Pietrangeli             | Roy Emerson Neale Fraser                      | 6−3, 6−2, 14−12                               |
| 1960 | Roy Emerson Neale Fraser                      | José Luís Arilla Andrés Gimeno                | 6−2, 8−10, 7−5, 6−4                           |
| 1961 | Roy Emerson Rod Laver                         | Bob Howe Bob Mark                             | 3−6, 6−1, 6−1, 6−4                            |
| 1962 | Roy Emerson Neale Fraser (2)                  | Wilhelm Bungert Christian Kuhnke              | 6−3, 6−4, 7−5                                 |
| 1963 | Roy Emerson Manolo Santana                    | Gordon Forbes Abe Segal                       | 6−2, 6−4, 6−4                                 |
| 1964 | Roy Emerson Ken Fletcher                      | John Newcombe Tony Roche                      | 7−5, 6−3, 3−6, 7−5                            |
| 1965 | Roy Emerson Fred Stolle                       | Ken Fletcher Bob Hewitt                       | 6−8, 6−3, 8−6, 6−2                            |
| 1966 | Clark Graebner Dennis Ralston                 | Ilie Năstase Ion Țiriac                       | 6−3, 6−3, 6−0                                 |
| 1967 | John Newcombe Tony Roche                      | Roy Emerson Ken Fletcher                      | 6−3, 9−7, 12−10                               |

### Internationaux de France de tennis Open
| Any  | Vencedors                               | Finalistes                           | Resultat                  |
| ---- | --------------------------------------- | ------------------------------------ | ------------------------- |
| 1968 | Ken Rosewall Fred Stolle                | Roy Emerson Rod Laver                | 6−3, 6−4, 6−3             |
| 1969 | John Newcombe Tony Roche (2)            | Roy Emerson Rod Laver                | 4−6, 6−1, 3−6, 6−4, 6−4   |
| 1970 | Ilie Năstase Ion Țiriac                 | Arthur Ashe Charles Pasarell         | 6−2, 6−4, 6−3             |
| 1971 | Arthur Ashe Marty Riessen               | Tom Gorman Stan Smith                | 6−8, 4−6, 6−3, 6−4, 11−9  |
| 1972 | Bob Hewitt Frew McMillan                | Patrico Cornejo Jaime Fillol         | 6−3, 8−6, 3−6, 6−1        |
| 1973 | John Newcombe Tom Okker                 | Jimmy Connors Ilie Năstase           | 6−1, 3−6, 6−3, 5−7, 6−4   |
| 1974 | Dick Crealy Onny Parun                  | Stan Smith Bob Lutz                  | 6−3, 6−2, 3−6, 5−7, 6−1   |
| 1975 | Brian Gottfried Raúl Ramírez            | John Alexander Phil Dent             | 6−2, 2−6, 6−2, 6−4        |
| 1976 | Fred McNair Sherwood Stewart            | Brian Gottfried Raúl Ramírez         | 7−6, 6−3, 6−1             |
| 1977 | Brian Gottfried Raúl Ramírez (2)        | Wojtek Fibak Jan Kodeš               | 7−6, 4−6, 6−3, 6−4        |
| 1978 | Gene Mayer Hank Pfister                 | José Higueras Manuel Orantes         | 6−3, 6−2, 6−2             |
| 1979 | Gene Mayer Sandy Mayer                  | Ross Case Phil Dent                  | 6−4, 6−4, 6−4             |
| 1980 | Víctor Amaya Hank Pfister               | Brian Gottfried Raúl Ramírez         | 1−6, 6−4, 6−4, 6−3        |
| 1981 | Heinz Gunthardt Balazs Taroczy          | Terry Moor Eliot Teltscher           | 6−2, 7−6, 6−3             |
| 1982 | Sherwood Stewart Ferdi Taygan           | Hans Gildemeister Belus Prajoux      | 7−5, 6−3, 1−1, retirada   |
| 1983 | Anders Järryd Hans Simonsson            | Mark Edmondson Sherwood Stewart      | 7−6, 6−4, 6−2             |
| 1984 | Henri Leconte Yannick Noah              | Pavel Složil Tomáš Šmíd              | 6−4, 2−6, 3−6, 6−3, 6−2   |
| 1985 | Mark Edmondson Kim Warwick              | Schlomo Glickstein Hans Simonsson    | 6−3, 6−4, 6−7, 6−3        |
| 1986 | John Fitzgerald Tomáš Šmíd              | Stefan Edberg Anders Järryd          | 6−3, 4−6, 6−3, 6−7, 14−12 |
| 1987 | Anders Järryd Robert Seguso             | Guy Forget Yannick Noah              | 6−7, 6−7, 6−3, 6−4, 6−2   |
| 1988 | Andrés Gómez Emilio Sánchez Vicario     | John Fitzgerald Anders Järryd        | 6−3, 6−7, 6−4, 6−3        |
| 1989 | Jim Grabb Patrick McEnroe               | Mansour Bahrami Eric Winogradsky     | 6−4, 2−6, 6−4, 7−6        |
| 1990 | Sergio Casal Emilio Sánchez Vicario     | Goran Ivanisevic Petr Korda          | 7−5, 6−3                  |
| 1991 | John Fitzgerald Anders Järryd           | Rick Leach Jim Pugh                  | 6−0, 7−6                  |
| 1992 | Jakob Hlasek Marc Rosset                | David Adams Andrei Olkhovski         | 7−6, 6−7, 7−5             |
| 1993 | Luke Jensen Murphy Jensen               | Marc-Kevin Goellner David Prinosil   | 6−4, 6−7, 6−4             |
| 1994 | Byron Black Jonathan Stark              | Jan Apell Jonas Bjorkman             | 6−4, 7−6                  |
| 1995 | Jacco Eltingh Paul Haarhuis             | Nicklas Kulti Magnus Larsson         | 6−7, 6−4, 6−1             |
| 1996 | Ievgueni Kàfelnikov Daniel Vacek        | Guy Forget Jakob Hlasek              | 6−2, 6−3                  |
| 1997 | Ievgueni Kàfelnikov Daniel Vacek (2)    | Mark Woodforde Todd Woodbridge       | 7−6, 4−6, 6−3             |
| 1998 | Jacco Eltingh Paul Haarhuis (2)         | Daniel Nestor Mark Knowles           | 6−3 3−6 6−3               |
| 1999 | Mahesh Bhupathi Leander Paes            | Goran Ivanisevic Jeff Tarango        | 6−2, 7−5                  |
| 2000 | Mark Woodforde Todd Woodbridge          | Paul Haarhuis Sandon Stolle          | 7−6, 6−4                  |
| 2001 | Mahesh Bhupathi Leander Paes (2)        | Petr Pála Pavel Vízner               | 7−6, 6−3                  |
| 2002 | Paul Haarhuis Ievgueni Kàfelnikov       | Mark Knowles Daniel Nestor           | 7−5, 6−4                  |
| 2003 | Bob Bryan Mike Bryan                    | Paul Haarhuis Ievgueni Kàfelnikov    | 7−6, 6−3                  |
| 2004 | Xavier Malisse Olivier Rochus           | Michael Llodra Fabrice Santoro       | 7−5, 7−5                  |
| 2005 | Jonas Bjorkman Max Mirnyi               | Bob Bryan Mike Bryan                 | 2−6, 6−1, 6−4             |
| 2006 | Jonas Bjorkman Max Mirnyi (2)           | Bob Bryan Mike Bryan                 | 6−7, 6−4, 7−5             |
| 2007 | Mark Knowles Daniel Nestor              | Lukáš Dlouhý Pavel Vízner            | 2−6, 6−3, 6−4             |
| 2008 | Luís Horna Pablo Cuevas                 | Nenad Zimonjić Daniel Nestor         | 6−2, 6−3                  |
| 2009 | Lukáš Dlouhý Leander Paes               | Wesley Moodie Dick Norman            | 3−6, 6−3, 6−2             |
| 2010 | Nenad Zimonjić Daniel Nestor            | Lukáš Dlouhý Leander Paes            | 7−5, 6−2                  |
| 2011 | Max Mirnyi Daniel Nestor                | Juan Sebastián Cabal Eduardo Schwank | 7−6(3), 3−6, 6−4          |
| 2012 | Max Mirnyi Daniel Nestor (2)            | Bob Bryan Mike Bryan                 | 6−4, 6−4                  |
| 2013 | Bob Bryan Mike Bryan (2)                | Michael Llodra Nicolas Mahut         | 6−4, 4−6, 7−6(4)          |
| 2014 | Julien Benneteau Edouard Roger-Vasselin | Marcel Granollers Marc López         | 6−3, 7−6(1)               |
| 2015 | Ivan Dodig Marcelo Melo                 | Bob Bryan Mike Bryan                 | 6−7(5), 7−6(5), 7−5       |
| 2016 | Feliciano López Marc López              | Bob Bryan Mike Bryan                 | 6−4, 6−7(6), 6−3          |
| 2017 | Ryan Harrison Michael Venus             | Santiago González Donald Young       | 7−6(5), 6−7(4), 6−3       |
| 2018 | Pierre-Hugues Herbert Nicolas Mahut     | Oliver Marach Mate Pavić             | 6−2, 7−6(4)               |
| 2019 | Kevin Krawietz Andreas Mies             | Jérémy Chardy Fabrice Martin         | 6−2, 7−6(3)               |
| 2020 | Kevin Krawietz Andreas Mies (2)         | Mate Pavić Bruno Soares              | 6−3, 7−5                  |
| 2021 | Pierre-Hugues Herbert Nicolas Mahut (2) | Alexander Bublik Andrey Golubev      | 4−6, 7−6(1), 6−4          |
| 2022 | Marcelo Arévalo Jean-Julien Rojer       | Ivan Dodig Austin Krajicek           | 6−7(4), 7−6(5), 6−3       |
| 2023 | Ivan Dodig Austin Krajicek              | Sander Gillé Joran Vliegen           | 6−3, 6−1                  |
| 2024 | Marcelo Arévalo Mate Pavić              | Simone Bolelli Andrea Vavassori      | 7−5, 6−3                  |
| 2025 | Marcel Granollers Horacio Zeballos      | Joe Salisbury Neal Skupski           | 6−0, 6−7(5), 7−5          |

## Estadístiques

### Campions múltiples (parelles)
| Tennistes en actiu |

| Tennistes                           | Era Amateur | Era Open | Total | Anys             |
| ----------------------------------- | ----------- | -------- | ----- | ---------------- |
| Henri Cochet Jacques Brugnon        | 3           | 0        | 3     | 1927, 1930, 1932 |
| Jean Borotra René Lacoste           | 2           | 0        | 2     | 1925, 1929       |
| Jean Borotra Jacques Brugnon        | 2           | 0        | 2     | 1928, 1934       |
| Ken McGregor Frank Sedgman          | 2           | 0        | 2     | 1951, 1952       |
| Vic Seixas Tony Trabert             | 2           | 0        | 2     | 1954, 1955       |
| Roy Emerson Neale Fraser            | 2           | 0        | 2     | 1960, 1962       |
| John Newcombe Tony Roche            | 1           | 1        | 2     | 1967, 1969       |
| Brian Gottfried Raúl Ramírez        | 0           | 2        | 2     | 1975, 1977       |
| Ievgueni Kàfelnikov Daniel Vacek    | 0           | 2        | 2     | 1996, 1997       |
| Jacco Eltingh Paul Haarhuis         | 0           | 2        | 2     | 1995, 1998       |
| Mahesh Bhupathi Leander Paes        | 0           | 2        | 2     | 1999, 2001       |
| Jonas Bjorkman Max Mirnyi           | 0           | 2        | 2     | 2005, 2006       |
| Max Mirnyi Daniel Nestor            | 0           | 2        | 2     | 2011, 2012       |
| Bob Bryan Mike Bryan                | 0           | 2        | 2     | 2003, 2013       |
| Kevin Krawietz Andreas Mies         | 0           | 2        | 2     | 2019, 2020       |
| Pierre-Hugues Herbert Nicolas Mahut | 0           | 2        | 2     | 2018, 2021       |

### Campions múltiples (individual)
| Tennistes en actiu |

| Tennista               | Era Amateur | Era Open | Total | Anys                               |
| ---------------------- | ----------- | -------- | ----- | ---------------------------------- |
| Roy Emerson            | 6           | 0        | 6     | 1960, 1961, 1962, 1963, 1964, 1965 |
| Jean Borotra           | 5           | 0        | 5     | 1925, 1928, 1929, 1934, 1936       |
| Jacques Brugnon        | 5           | 0        | 5     | 1927, 1928, 1930, 1932, 1934       |
| Max Mirnyi             | 0           | 4        | 4     | 2005, 2006, 2011, 2012             |
| Daniel Nestor          | 0           | 4        | 4     | 2007, 2010, 2011, 2012             |
| Henri Cochet           | 3           | 0        | 3     | 1927, 1930, 1932                   |
| Tony Trabert           | 3           | 0        | 3     | 1950, 1954, 1955                   |
| Neale Fraser           | 3           | 0        | 3     | 1958, 1960, 1962                   |
| John Newcombe          | 1           | 2        | 3     | 1967, 1969, 1973                   |
| Anders Järryd          | 0           | 3        | 3     | 1983, 1987, 1991                   |
| Paul Haarhuis          | 0           | 3        | 3     | 1995, 1998, 2002                   |
| Ievgueni Kàfelnikov    | 0           | 3        | 3     | 1996, 1997, 2002                   |
| Leander Paes           | 0           | 3        | 3     | 1999, 2001, 2009                   |
| René Lacoste           | 2           | 0        | 2     | 1925, 1929                         |
| Marcel Bernard         | 2           | 0        | 2     | 1936, 1946                         |
| Yvon Petra             | 2           | 0        | 2     | 1938, 1946                         |
| Ken McGregor           | 2           | 0        | 2     | 1951, 1952                         |
| Frank Sedgman          | 2           | 0        | 2     | 1951, 1952                         |
| Ken Rosewall           | 1           | 1        | 2     | 1953, 1968                         |
| Vic Seixas             | 2           | 0        | 2     | 1954, 1955                         |
| Ashley Cooper          | 2           | 0        | 2     | 1957, 1958                         |
| Fred Stolle            | 1           | 1        | 2     | 1965, 1968                         |
| Tony Roche             | 1           | 1        | 2     | 1967, 1969                         |
| Brian Gottfried        | 0           | 2        | 2     | 1975, 1977                         |
| Raúl Ramírez           | 0           | 2        | 2     | 1975, 1977                         |
| Sherwood Stewart       | 0           | 2        | 2     | 1976, 1982                         |
| Gene Mayer             | 0           | 2        | 2     | 1978, 1979                         |
| Hank Pfister           | 0           | 2        | 2     | 1978, 1980                         |
| John Fitzgerald        | 0           | 2        | 2     | 1986, 1991                         |
| Emilio Sánchez Vicario | 0           | 2        | 2     | 1988, 1990                         |
| Jacco Eltingh          | 0           | 2        | 2     | 1995, 1998                         |
| Daniel Vacek           | 0           | 2        | 2     | 1996, 1997                         |
| Mahesh Bhupathi        | 0           | 2        | 2     | 1999, 2001                         |
| Jonas Bjorkman         | 0           | 2        | 2     | 2005, 2006                         |
| Bob Bryan              | 0           | 2        | 2     | 2003, 2013                         |
| Mike Bryan             | 0           | 2        | 2     | 2003, 2013                         |
| Kevin Krawietz         | 0           | 2        | 2     | 2019, 2020                         |
| Andreas Mies           | 0           | 2        | 2     | 2019, 2020                         |
| Pierre-Hugues Herbert  | 0           | 2        | 2     | 2018, 2021                         |
| Nicolas Mahut          | 0           | 2        | 2     | 2018, 2021                         |
| Ivan Dodig             | 0           | 2        | 2     | 2015, 2023                         |
| Marcelo Arévalo        | 0           | 2        | 2     | 2022, 2024                         |